# Lewis and Clark megye
Lewis and Clark megye az Amerikai Egyesült Államokban, azon belül Montana államban található. Székhelye és egyben legnagyobb városa Helena. Lakosainak száma 70 973 fő (2020. április 1.). Lewis and Clark megye Teton, Jefferson, Cascade, Meagher, Broadwater, Powell és Flathead megyékkel határos.

## Népesség
A megye népességének változása:
| Lakosok száma | 63 586 | 64 242 | 64 878 | 65 338 | 66 418 | 70 973 |
|               | 2010   | 2011   | 2012   | 2013   | 2015   | 2020   |